# Federico Pellegrino
Federico Pellegrino (Aosta, 1 september 1990) is een Italiaanse langlaufer. Hij vertegenwoordigde zijn vaderland op de Olympische Winterspelen 2014 in Sotsji en op de Olympische Winterspelen 2018 in Pyeongchang.

## Carrière
Pellegrino maakte zijn wereldbekerdebuut op 11 maart 2010 in Drammen, drie dagen later scoorde hij in Oslo zijn eerste wereldbekerpunten. In december 2010 behaalde de Italiaan in Davos zijn eerste toptien klassering in een wereldbekerwedstrijd. Een maand later stond hij in Liberec voor de eerste maal in zijn carrière op het podium van een wereldbekerwedstrijd. Op de wereldkampioenschappen langlaufen 2011 in Oslo eindigde Pellegrino als twaalfde op het onderdeel sprint. In Val di Fiemme nam de Italiaan deel aan de wereldkampioenschappen langlaufen 2013. Op dit toernooi eindigde hij als twaalfde op de sprint, op het onderdeel teamsprint eindigde hij samen met David Hofer op de vijfde plaats. Tijdens de Olympische Winterspelen van 2014 eindigde hij als elfde op de sprint, op de teamsprint eindigde hij samen met Dietmar Nöckler op de elfde plaats.
Op 21 december 2014 boekte Pellegrino in Davos zijn eerste wereldbekerzege. Op de wereldkampioenschappen langlaufen 2015 in Falun eindigde de Italiaan als vijfde op de sprint, daarnaast veroverde hij samen met Dietmar Nöckler de bronzen medaille op de teamsprint en eindigde hij samen met Francesco de Fabiani, Dietmar Nöckler en Roland Clara als zesde op de estafette. In het seizoen 2015/2016 greep hij de eindzege in het wereldbekerklassement sprint. In Lahti nam Pellegrino deel aan de wereldkampioenschappen langlaufen 2017. Op dit toernooi werd hij wereldkampioen op de sprint, op teamsprint sleepte hij samen met Dietmar Nöckler de zilveren medaille in de wacht. Samen met Francesco de Fabiani, Dietmar Nöckler en Giandomenico Salvadori eindigde hij als achtste op de estafette. Tijdens de Olympische Winterspelen van 2018 in Pyeongchang behaalde de Italiaan de zilveren medaille op de sprint. Op de teamsprint eindigde hij samen met Dietmar Nöckler op de vijfde plaats, samen met Maicol Rastelli, Francesco de Fabiani en Giandomenico Salvadori eindigde hij als zevende op de estafette.
Op de wereldkampioenschappen langlaufen 2019 in Seefeld veroverde hij de zilveren medaille op de sprint. Op de teamsprint legde hij samen met Francesco De Fabiani beslag op de bronzen medaille, samen met Maicol Rastelli, Giandomenico Salvadori en Francesco De Fabiani eindigde hij als tiende op de estafette. In Oberstdorf nam Pellegrino deel aan de wereldkampioenschappen langlaufen 2021. Op dit toernooi eindigde hij als elfde op de sprint, op de teamsprint eindigde hij samen met Francesco De Fabiani op de vijfde plaats. In het seizoen 2020/2021 won hij voor de tweede maal het wereldbekerklassement op de sprint.

## Resultaten

### Olympische Winterspelen
| Jaar | Plaats      | Resultaten                                                                    |
| ---- | ----------- | ----------------------------------------------------------------------------- |
| 2014 | Sotsji      | 11e Sprint (vrije stijl) 11e Teamsprint (klassieke stijl)                     |
| 2018 | Pyeongchang | Sprint (klassieke stijl) · 5e Teamsprint (vrije stijl) · 7e 4x10 km estafette |

### Wereldkampioenschappen
| Jaar | Plaats        | Resultaten                                                                    |
| ---- | ------------- | ----------------------------------------------------------------------------- |
| 2011 | Oslo          | 12e Sprint (vrije stijl)                                                      |
| 2013 | Val di Fiemme | 12e Sprint (klassieke stijl) 5e Teamsprint (vrije stijl)                      |
| 2015 | Falun         | 5e Sprint (klassieke stijl) · Teamsprint (vrije stijl) · 6e 4x10 km estafette |
| 2017 | Lahti         | Sprint (vrije stijl) · Teamsprint (klassieke stijl) · 8e 4x10 km estafette    |
| 2019 | Seefeld       | Sprint (vrije stijl) · Teamsprint (klassieke stijl) · 10e 4×10 km estafette   |
| 2021 | Oberstdorf    | 11e Sprint (klassieke stijl) 5e Teamsprint (vrije stijl)                      |

### Wereldbeker
| Legenda | Legenda            |
| ------- | ------------------ |
| TdS     | Tour de Ski        |
| NO      | Nordic Opening     |
| LT      | Lillehammer Triple |
| RT      | Ruka Triple        |
| WBF     | Wereldbekerfinale  |
| STC     | Ski Tour Canada    |
| ST      | Ski Tour           |

Eindklasseringen
| Seizoen   | Algm | DI  | SP     | TdS |
| --------- | ---- | --- | ------ | --- |
| 2009/2010 | 149e | -   | 84e    | -   |
| 2010/2011 | 43e  | -   | 13e    | -   |
| 2011/2012 | 49e  | -   | 17e    | DNF |
| 2012/2013 | 43e  | 71e | 14e    | DNF |
| 2013/2014 | 22e  | 81e | 7e     | DNF |
| 2014/2015 | 14e  | -   | Brons  | DNF |
| 2015/2016 | 16e  | 59e | Goud   | DNF |
| 2016/2017 | 22e  | 58e | Zilver | DNF |
| 2017/2018 | 10e  | 39e | Zilver | DNF |
| 2018/2019 | 8e   | 41e | Zilver | DNF |
| 2019/2020 | 16e  | 52e | 4e     | DNF |
| 2020/2021 | 4e   | 35e | Goud   | 14e |

Wereldbekerzeges
| Datum            | Plaats      | Onderdeel                    |
| ---------------- | ----------- | ---------------------------- |
| 21 december 2014 | Davos       | Sprint (vrije stijl)         |
| 6 januari 2015   | Val Müstair | Sprint (vrije stijl) TdS     |
| 24 januari 2015  | Rybinsk     | Sprint (vrije stijl)         |
| 13 december 2015 | Davos       | Sprint (vrije stijl)         |
| 19 december 2015 | Toblach     | Sprint (vrije stijl)         |
| 1 januari 2016   | Lenzerheide | Sprint (vrije stijl) TdS     |
| 16 januari 2016  | Planica     | Sprint (vrije stijl)         |
| 8 maart 2016     | Canmore     | Sprint (klassieke stijl) STC |
| 28 januari 2017  | Falun       | Sprint (vrije stijl)         |
| 13 januari 2018  | Dresden     | Sprint (vrije stijl)         |
| 3 maart 2018     | Lahti       | Sprint (vrije stijl)         |
| 30 november 2018 | Lillehammer | Sprint (vrije stijl)         |
| 16 februari 2019 | Cogne       | Sprint (vrije stijl)         |
| 12 december 2020 | Davos       | Sprint (vrije stijl)         |
| 19 december 2020 | Dresden     | Sprint (vrije stijl)         |
| 1 januari 2021   | Val Müstair | Sprint (vrije stijl) TdS     |
| 17 december 2022 | Davos       | Sprint (vrije stijl)         |